# Jean-Hervé Bazan de Flamanville
Jean-Hervé Bazan de Flamanville (Flamanville, 16 de febrer de 1660 – Perpinyà, 5 de gener de 1721) fou un eclèsiàstic, bisbe d'Elna-Perpinyà de 1695 a 1721, i abat de Sant Miquel de Cuixà.

## Biografia
Jean-Hervé Bazan (o Basan) de Flamanville va néixer en una de les famílies més pròsperes del nord de Cotentin a la diòcesi de Coutances. Era fill d'Hervé Bazan (marquès de Flamanville el 1654 i « Gran batlle » del Cotentin, que va fer enderrocar el seu casal feudal i començà la construcció del castell actual de Flamanville), i de la seva segona esposa Agnès Molé de Champlâtreux. Després dels estudis a Angers on obtingué la seva llicenciatura en ambdós drets, fou ordenat sacerdot el 24 de setembre de 1687 i esdevingué capellà de Sant-Salvador d'Octeville.
Ingressà al seminari de Saint-Sulpice de París el 1682. Fou designat bisbe d'Elna el 1695, confirmat el 12 de desembre i consagrat el gener següent a l'església Saint-Sulpice de París per l'arquebisbe de París. Prengué possessió immediatament de la seva diòcesi. L'any 1701 obtingué l'abadia Sant Miquel de Cuixà, les rendes de la qual integrà en el patrimoni episcopal (mensa episcopal), unió que la Santa seu no autoritzà. Dirigí la seva diòcesi lluny de l'agitació intel·lectual lligada al jansenisme (butlla Unigenitus) i feu ampliar el palau episcopal de Perpinyà.
Publicà Abrégé de la doctrine chrétienne en catalan et français (1698) que presenta en pàgines paral·leles els textos català i francès del catecisme. Una versió revisada del seu catecisme, en català, fou reeditada a Perpinyà el 1815, per ordre del bisbe de Carcassona, Arnaud-Ferdinand de la Porte, i novament el 1817.